# França nos Jogos Olímpicos de Inverno de 1984
A França participou dos Jogos Olímpicos de Inverno de 1984 em Sarajevo, na Iugoslávia.
A equipe francesa ganhou 3 medalhas (1 de prata e 2 de bronze) e ocupou o décimo terceiro lugar do quadro de medalhas.

## Lista de medalhas francesas

### Medalhas de ouro
| Esporte              | Modalidade | Atleta | Performance |
| Medalhas de ouro : 0 |            |        |             |

### Medalhas de prata
| Esporte              | Modalidade | Atleta        | Performance |
| Medalhas de prata: 1 |            |               |             |
| Esqui alpino         | Slalom (F) | Perrine Pelen |             |

### Medalhas de bronze
| Esporte               | Modalidade         | Atleta        | Performance |
| Medalhas de bronze: 2 |                    |               |             |
| Esqui alpino          | Slalom (M)         | Didier Bouvet |             |
| Esqui alpino          | Slalom gigante (F) | Perrine Pelen |             |

## Lista completa de atletas
A lista continha um total de 32 atletas.
| Esporte                 | Atletas | /     | Idade                                                                                   | Performance |
| Esqui alpino            | Perrine Pelen Carole Merle Christelle Guignard Anne-Flore Rey Fabienne Serrat Marie-Luce Waldmeier Élisabeth Chaud Caroline Attia Didier Bouvet Franck Piccard Michel Vion Michel Canac Yves Tavernier Philippe Verneret | F F M | 23 anos 20 anos 21 anos 22 anos 27 anos 23 anos 22 anos 19 anos 24 anos 27 anos 21 anos | Slalom Gigante: Medalha de Bronze / Slalom: Medalha de prata Slalom Gigante: 11o. lugar / Slalom: 16o. lugar Slalom: NC Slalom Gigante: 10o. lugar / Slalom: NC Slalom Gigante: NC Descente: 20o. lugar Descente: NC Descente: 15o. lugar Slalom Gigante: 14o. lugar / Slalom: Medalha de Bronze Slalom Gigante: NC / Descente: 20o. lugar Slalom Gigante: NC / Slalom: NC / Descente: 25o. lugar Slalom: NC Slalom Gigante: 16o. lugar Descente: 29o. lugar |
| Esqui                   | Dominique Locatelli Jean-Denis Jaussaud | M M   | 23 anos 21 anos                                                                         | 15 km: 31o. lugar / 30 km: 18o. lugar / 50 km: 28o. lugar 15 km: 44o. lugar / 30 km: 42o. lugar |
| Salto em esqui          | Gérard Colin | M     | 25 anos                                                                                 | Trampolim normal: 15o. lugar / Trampolim Grande 32o. lugar |
| Biatlo                  | Yvon Mougel Francis Mougel Éric Claudon Christian Poirot | M M   | 28 anos 23 anos 22 anos 27 anos                                                         | 10 km Sprint: 6o. lugar / 20 km: 4o. lugar / Revezamento 4*7,5 km: 9o. lugar 10 km Sprint: 27o. lugar / 20 km: 21o. lugar / Revezamento 4*7,5 km: 9o. lugar 10 km Sprint: 28o. lugar / Revezamento 4*7,5 km: 9o. lugar 20 km: 23o. lugar / Revezamento 4*7,5 km: 9o. lugar |
| Patinação artística     | Jean-Christophe Simond Laurent Depouilly Pierre Béchu Agnès Gosselin Nathalie Hervé | M M F | 23 anos 20 anos 24 anos 16 anos 20 anos                                                 | Prova masculina: 6o. lugar Prova masculina: 15o. lugar Prova mista: 14o. lugar Prova feminina: 18o. lugar Prova mista: 14o. lugar |
| Patinação de velocidade | Hans van Helden Jean-Noël Fagot | M M   | 35 anos 25 anos                                                                         | 500 metros masculino: 24o. lugar / 1000 metros masculino: 18o. lugar / 1500 metros masculino: 4o. lugar 5000 metros masculino: 11o. lugar / 10000 metros masculino: 25o. lugar 5000 metros masculino: 31o. lugar / 10000 metros masculino: 31o. lugar |
| Bobsleigh               | Gérard Christaud-Pipola Philippe Aurox Philippe Stott Patrick Lachaud | M M   | 36 anos 26 anos 29 anos                                                                 | Bob de 4: 13o. lugar / Bob de 2: NC Bob de 4: 13o. lugar Bob de 4: 13o. lugar Bob de 4: 13o. lugar / Bob de 2: NC |